# Бернс, Дэвид (психолог)
Дэвид Д. Бернс (англ. David D. Burns; род. 19 сентября 1942 года) — американский психиатр. Почётный адъюнкт-профессор факультета психиатрии и поведенческих наук при Медицинской школе Стэнфордского университета и писатель

 (автор психологических бестселлеров Feeling Good: The New Mood Therapy и The Feeling Good Handbook. Популяризировал теорию когнитивно-поведенческой терапии Аарона Т. Бека.

## Биография

### Ранние годы
Сын лютеранского священника. Получил степень бакалавра в Амхерст-колледже (1964) и степень доктора медицины в Медицинской школе Стэнфордского университета (1970). Окончил курс резидентуры по психиатрии на Медицинском факультете Пенсильванского университета (1974) и был сертифицирован Американским советом психиатрии и неврологии (1976).

### Научная карьера
Был одним из первых учеников Аарона Т. Бека, который развивал когнитивную терапию в 1960-х и 1970-х годах..
Является автором многочисленных научных исследований и книг. Читает лекции и проводит тренинги по психотерапии для специалистов по психическому здоровью в США и Канаде. Получил множество наград за свои исследования и преподавание; трижды был назван «Учителем года» среди выпускников психиатрической школы медицинского факультета Университета Пенсильвании.

### Стэнфорд
Бернс работает волонтером Медицинского факультета Стэнфордского университета, где активно участвует в исследованиях и обучении. Он также работал статистическим консультантом в новом Стэнфордском центре междисциплинарных исследований мозга. Был приглашенным ученым в Гарвардской медицинской школе и исполняющим обязанности заведующего кафедрой психиатрии в Медицинском центре Пресвитерианского университета Пенсильвании в Филадельфии.

### Популярность
В 1982 году тогда еще малоизвестный психиатр Дэвид Бернс был приглашен в качестве гостя на местную радиопередачу в Цинциннати для обсуждения своей книги «Feeling Good: The New Mood Therapy», выпущенной в 1980 году издательством «William Morrow and Company» тиражом в 5000 экземпляров. После окончания эфира к нему за профессиональной консультацией обратилась продюсер передачи, которая переживала глубокую депрессию и обвиняла себя в попытках своего сына-подростка сбежать из дома. Бернс прислал ей несколько техник из своей книги для самопомощи в борьбе с депрессией, которые впоследствии помогли вылечить депрессию у неё и её сына. В начале 1988 года женщина пригласила Бернса на «шоу Фила Донахью», продюсером которого она тогда работала. В то время оно считалось самым популярным дневным ток-шоу в Америке, в нём принимали участие такие знаменитости, как Мохаммед Али, Нельсон Мандела, Кенни Роджерс, Айн Рэнд, Джонни Карсон. Во время эфира одна из зрительниц рассказала, что книга Бернса спасла её сына от самоубийства. Она заявила, что книгу должен прочитать каждый американец, после чего «Feeling Good» стала самой продаваемой книгой в Америке. В интервью в январе 2021 года Бернс отметил, что своим профессиональным успехом и широким распространением когнитивно-поведенческой терапии среди специалистов в области психического здоровья он обязан тому появлению у Фила Донахью.
Всего Бернс принял участие более чем в 1000 радио- и телевизионных шоу. Также он ведет свой собственный блог и еженедельный подкаст «Feeling Good».

## TEAM-терапия
Бернс разработал новый подход к психотерапии под названием TEAM Therapy. Метод устраняет некоторые недостатки когнитивной терапии и основывается на представлении о том, что мотивация влияет на наши мысли, чувства и действия так же, как наши мысли (когнитивные способности). Бернс заявляет, что он работает по крайней мере с 15 школами терапии, и надеется, что подход TEAM станет таким же революционным прорывом в психотерапии, каким стала в свое время когнитивно-поведенческая психотерапия.

## Шкала депрессии Бернса
Шкала депрессии Бернса (Burns Depression Checklist, BDC) — шкала оценки депрессии, защищенная авторским правом Бернса. Версия 1984 года была опросником из 15 вопросов; редакция 1996 года — из 25 вопросов. BDC (Шкала депрессии Бернса) заменила BDI Аарона Бека 1980 года.
Бернс также разработал краткие шкалы для измерения депрессии, суицидальных побуждений, тревоги, гнева и удовлетворенности отношениями. Эти шкалы имеют высокую надежность (как правило, выше 90), и каждая может быть заполнена и оценена менее чем за 15 минут. Бернс и его коллеги требуют, чтобы пациенты выполняли эти оценки в приемной непосредственно перед и после каждого сеанса терапии. Таким образом, терапевты могут увидеть и оценить наличие или отсутствие прогресса у пациента. На основании этой информации, при необходимости, меняется стратегия работы с пациентом.

## Книга «Feeling Good»
Книга «Feeling Good: The New Mood Therapy» продана тиражом более 4 миллионов экземпляров в Соединенных Штатах, а также была опубликована во многих странах мира. В 1980 году журнал «Behavioral Medicine» назвал её одной из десяти лучших книг в области поведенческой науки. Согласно «Авторитетному руководству по книгам по самопомощи» («New York: Guilford Press», 1994), эту книгу специалисты в области психического здоровья в США чаще всего рекомендуют пациентам с депрессией. Она заняла второе место в топе лучших книг по самопомощи для людей с депрессией по результатам национального опроса, в котором более 500 специалистов в области психического здоровья оценивали 1000 книг по самопомощи. Также она включена в книгу «50 великих книг по психологии» Тома Батлера-Боудона.
«The Feeling Good Handbook» в 2013 году вошла в список 30 книг по самопомощи людям с проблемами психического здоровья, рекомендованных благотворительной организацией «The Reading Agency».

## Исследования антидепрессантов
Бернс подвергает сомнению эффективность использования антидепрессантов в лечении пациентов, ссылаясь на различные исследования. Он утверждает, что антидепрессанты демонстрируют клинически незначительное преимущество перед инертным плацебо. Так, например, ческие вещества, называемые «антидепрессантами», в действительности могут иметь мало или вообще не иметь истинных антидепрессивных эффектов, выходящих за рамки эффектов плацебо». Также Бернс отмечает, что побочные эффекты антидепрессантов, включая суицидальное поведение, в настоящее время недооценены. В подтверждение он приводит исследования доктора Дэвида Хили и других, которые указывают на то, что антидепрессанты могут в 2-3 раза увеличить вероятность совершения человеком в депрессии самоубийства. Кроме того, Бернс подвергает критике использование в исследованиях по эффективности антидепрессантов несовершенных инструментов оценки, таких как шкала оценки депрессии Гамильтона. Одним из главных её недостатков он считает фокусировку на неспецифических соматических симптомах, которые могут не относиться к депрессии, в результате чего любое лекарство с седативными свойствами может оказать якобы «антидепрессивный» эффект.

## Награды и отличия
- 1975: лауреат премии А. Э. Беннета за фундаментальные психиатрические исследования (Общество биологической психиатрии)
- 1991: Благодарность от Сената штата Джорджия
- 1995: Премия за выдающийся вклад в психологию Американской ассоциации прикладной и профилактической психологии
- 1998, 2000 и 2002: признание передового опыта в области преподавания (награда «Преподаватель года для клинического факультета»), факультет психиатрии и поведенческих наук, Медицинский факультет Стэнфордского университета
- 2002: Награда за выдающиеся заслуги Национальной ассоциации когнитивно-поведенческих терапевтов «За выдающийся вклад и приверженность теории и практике когнитивно-поведенческой психотерапии».